# Crocidura stenocephala
Crocidura stenocephala és una espècie de mamífer eulipotifle de la família de les musaranyes (Soricidae).

## Distribució geogràfica
Es troba a la República Democràtica del Congo i Uganda.